# Île Logodec
Logodec est une petite île située à l'est de celle de Bréhat. L'intérieur de l'île est une propriété privée.